# Ochthebius satoi
Ochthebius satoi är en skalbaggsart som beskrevs av Takeshiko Nakane 1965. Ochthebius satoi ingår i släktet Ochthebius och familjen vattenbrynsbaggar. Inga underarter finns listade i Catalogue of Life.